# La Bastide-de-Besplas
La Bastide-de-Besplas è un comune francese di 386 abitanti situato nel dipartimento dell'Ariège nella regione dell'Occitania.

## Società

### Evoluzione demografica
Abitanti censiti